# Acrogomphus walshae
Acrogomphus walshae – gatunek ważki z rodziny gadziogłówkowatych (Gomphidae). Występuje w Indonezji; stwierdzono go na Sumatrze i Jawie.